# Tradycja deuteronomiczno-deuteronomistyczna
Tradycja (szkoła) deuteronomiczno-deuteronomistyczna – pojęcie stosowane w biblistyce w odniesieniu do nurtu teologicznego w religii izraelskiej, którego myśl znalazła swoje odzwierciedlenie w niektórych księgach Starego Testamentu, w tym, zgodnie z teorią źródeł, w Księdze Powtórzonego Prawa (od greckiej nazwy tej księgi, Deuteronomium, pochodzi nazwa tradycji).
W ramach tej tradycji wyróżnia się przedwygnaniową (sprzed niewoli babilońskiej) tradycję deuteronomiczną i wygnaniowo-powygnaniową tradycję deuteronomistyczną. Źródeł tradycji deuteronomicznej doszukuje się w królestwie północnym, być może na krótko przed jego upadkiem w 722 r. p.n.e. Wskazują na to m.in. teologiczne i językowe powiązania ze zwiastowaniem Ozeasza oraz tradycją elohistyczną. Za najstarszy dorobek tej tradycji uznaje się Pradeutoronomium, korpus prawny obejmujący Pwt 12-25. Następnie redakcja deutoronomiczna w czasach Jozjasza dokonać miała opracowania prawa oraz uzupełnić miała księgę o zbiór mów wprowadzających (Pwt 5-11) a także część Pwt 27n. Redakcja deuteronomistyczna miała uzupełnić Księgę Powtórzonego Prawa o pewne uzupełnienia w już istniejącym dziele, a także zewnętrzne ramy księgi (Pwt 1-4; 29nn). Redakcja ta odpowiada również za powstanie deuteronomistycznego dzieła historycznego.
Niejasny jest rodzaj powiązania zwiastowania Jeremiasza z tradycją deuteronomiczno-deuteronomistyczną. Wskazuje się na wpływ tradycji deuteronomicznej na Jeremiasza, kontynuację zwiastowania Jeremiasza przez tradycję deuteronomistyczną i redakcyjne opracowanie mów Jeremiasza przez szkołę deuteronomistyczną. 
Charakterystyczne dla teologii tradycji deuteronomiczno-deuteronomistycznej są: monoteizm, jedność i centralizacja kultu, jedność ludu (która ma charakter również jedności z dawnymi i przyszłymi pokoleniami). Praktyczną konsekwencją wiary w jedynego Boga jest miłość do Boga i bojaźń względem niego, a konsekwencją jedności ludu solidarność społeczna.